# Zvečava
Zvečava je naselje u Boki kotorskoj, u općini Kotor. 

## Zemljopisni položaj
Zvečava pripada mikroregiji Krivošije, u sjeverozapadnom dijelu Boke kotorske, i jedno je od uglavnom napuštenih sela u tom području. Ostala krivošijska sela su Han, Malov Do, Dragalj, Knežlaz, Ledenice.

## Stanovništvo

### Nacionalni sastav po popisu 2003.
- Crnogorci -  4
- Srbi -  3

## Crkve u Zvečavi
- Crkva Roždestva Bogorodice